# Ruth (Califòrnia)
Ruth és un lloc designat pel cens situat al comtat de Trinity al estat nord-americà de Califòrnia. L'any 2010 tenia 195 habitants.